# Benyamin Yosef Bria

Benyamin Yosef Bria, né le 7 aout 1956 à Oekabiti dans la province des Petites îles de la Sonde orientales et mort le 18 septembre 2007, est un prélat indonésien, évêque du diocèse de Denpasar en Indonésie de 2000 à 2007.

## Biographie
Benyamin Yosef Bria est le fils de Markus Bria et Maria Mau. 
Il est ordonné prêtre pour le diocèse d'Atambua le 29 juin 1985. Après un ministère en paroisse, il est envoyé à l'Université catholique d'Amérique à Washington où il obtient une licence en droit canonique puis enfin un doctorat de l'Université d'Ottawa.
À son retour en Indonésie, il enseigne notamment à l'Université catholique Widya Mandira à Kupang

## Évêque
Le 14 avril 2000, le pape Jean-Paul II le nomme évêque de Denpasar.
Il reçoit l'ordination épiscopale le 19 février 2009 des mains de Mgr Anton Pain Ratu.
Il meurt, 18 septembre 2007, à Singapour des suites d'insuffisance rénale.